# Phytoseius rex
Phytoseius rex är en spindeldjursart som beskrevs av De Leon 1966. Phytoseius rex ingår i släktet Phytoseius och familjen Phytoseiidae. Inga underarter finns listade i Catalogue of Life.